# Christopher Stadler
Christopher Stadler (* 7. Jänner 1994) ist ein österreichischer Fußballtorwart.

## Karriere
Stadler begann seine Karriere beim ISS Admira Landhaus. 2001 wechselte er zum 1. Wiener Neustädter SC. 2009 kam er zum SC Wiener Neustadt. Ab 2010 kam er für die Amateurmannschaft der Niederösterreicher in der 2. Landesliga zum Einsatz.
Im November 2014 stand Stadler erstmals im Kader der Profis in der Bundesliga. Zu Ende der Saison 2014/15 musste er mit dem Verein allerdings in die zweite Liga absteigen. Nach dem Abstieg wurde er im Sommer 2015 an den Regionalligisten TSV Hartberg verliehen. Nach 17 Spielen für die Steirer in der Regionalliga kehrte er 2016 zu Wiener Neustadt zurück.
Nachdem er im September 2016 bereits ein Cupspiel gegen Union St. Florian absolviert hatte, debütierte Stadler im Mai 2017 für die Profis des SCWN in der zweiten Liga, als er am 33. Spieltag der Saison 2016/17 gegen den SV Horn in der Startelf stand. Nach der Saison 2017/18 verließ er Wiener Neustadt.
Im August 2018 wechselte er nach Deutschland zum Regionalligisten SpVgg Bayreuth. In der Winterpause der Saison 2018/19 wurde sein Vertrag aufgelöst, nachdem er zu keinem Einsatz gekommen war.
Nach einem halben Jahr ohne Verein kehrte er zur Saison 2019/20 nach Österreich zurück und wechselte zum Regionalligisten ASK-BSC Bruck/Leitha. In Bruck absolvierte er in drei Spielzeiten 33 Partien in der Ostliga. Zur Saison 2022/23 wechselte Stadler innerhalb der Liga zum ASV Draßburg.